# Marloe
Marloe is een historisch motorfietsmerk.
Marloe Motor Cycle Co., Birmingham (1920-1922).
Klein Engels bedrijf dat motorfietsen met 346 cc Precision-tweetakten en 348- en 496 cc Blackburne-zijklepmotoren bouwde.